# Chordeiles pusillus
Chordeiles pusillus là một loài chim trong họ Caprimulgidae.
Loài này được tìm thấy ở Argentina, Bolivia, Brazil, Colombia, Guyana, và Venezuela. môi trường sống tự nhiên của chúng là xavan khô và cận nhiệt đới hoặc cận nhiệt đới mùa ẩm ướt hoặc đồng cỏ vùng đồng bằng bị ngập lụt. Đây là bộ cú muỗi nhỏ nhất, kích thước 16 cm.